# Kebnekaise
Kebnekaise (în sami Giebmegáisi sau Giebnegáisi) este un munte din Alpii Scandinaviei. Având o înălțime de 2.097 m, vârful său nordic constituie punctul de maximă altitudine din Suedia. 
Masivul muntos are două vârfuri de înălțime aproape egală. Vârful nordic (în suedeză Nordtoppen) este considerat în prezent cel mai înalt punct al Suediei, fiind format din stâncă solidă care se ridică până la o altitudine de 2.096,8 metri. Vârful sudic (în suedeză Sydtoppen) este format din stâncă solidă care se ridică până la o altitudine de aproximativ 2.060 de metri și este acoperit de un ghețar, singurul ghețar de vârf din Suedia. În secolul XX, ghețarul de pe Sydtoppen măsura 50-60 de metri grosime, ceea ce însemna că vârful sudic era cel mai înalt punct din Suedia. În secolul actual, topirea treptată a ghețarului a dus la o scădere a valorii înălțimii vârfului sudic, în septembrie 2023 ghețarul având o grosime de doar 33 de metri. În toamna anului 2018, înălțimea vârfului sudic a devenit mai mică decât cea a celui nordic, lucru confirmat în urma măsurătorilor efectuate în luna septembrie a anului următor.
Masivul Kebnekaise include o serie de vârfuri secundare și aproximativ 40 de ghețari, ceea ce face ca acesta să fie caracterizat drept zona cu cea mai mare densitate de ghețari din Suedia.
Zona din jurul muntelui Kebnekaise este de mult timp locuită de nomazi sami. Prima ascensiune pe vârf a avut loc în anul 1883, iar în 1907–1908 a fost construită la poalele muntelui o cabană montană (în prezent Complexul montan Kebnekaise, în suedeză Kebnekaise fjällstation, 773 m), care constituie și în prezent un punct de plecare pentru ascensiunea pe munte. De asemenea, de-a lungul timpului au fost ridicate și alte cabane și refugii montane.

## Etimologie
Numele Kebnekaise, conform ortografiei suedeze mai vechi Kebnekajse („marginea” sau „buza ceaunului”), provine de la termenii Lule Sami giebnne („ceaun”, „cazan”) și gájsse („vârf de munte înalt și ascuțit”):164. Se pare că numele suedez al masivului montan, Kebnekaise, a fost atribuit ca urmare a unei neînțelegeri. Numele dat de populația sami de nord, Giebmegáisi, înseamnă „Vârful ceaunului”, ceea ce nu este deloc potrivit pentru cel mai înalt vârf montan din Suedia, descrierea de „ceaun” potrivindu-se mai degrabă muntelui din apropiere care se numește în prezent Tolpagorni:320. Zona de vârf a acestuia este o depresiune de formă rotundă în care primăvara se acumulează apa rezultată din topirea gheții, care în cele din urmă trece peste marginea depresiunii și curge în valea alăturată. Denumirile au fost probabil schimbate între ele din cauza unei notări eronate sau a unei neînțelegeri între topografi și populația locală:164.
Există o incertitudine și cu privire la denumirea inițială în limba sami a muntelui Kebnekaise din prezent. Surse norvegiene afirmă că samii care trăiesc în zonă susțin că numele corect al muntelui este de fapt Basievaare, „Muntele sfânt”, dar sursa originară este neclară.
Ghețarul Björling, care coboară până la poalele muntelui Tolpagorni și care este sursa pârâului Kittelbäcken (Giebmejohka), era denumit de sami Giebmegáisejiekŋa („Ghețarul ceaunului”). Pârâul numit Darfáljohka conform hărților era numit Bassejohka de către sami, în timp ce muntele Kebnetjåkka (Giebmečohkka) era numit Bassečorru sau Bassevárri („Muntele sfânt”), iar ghețarii care constituie sursa pârâului Bassejohka (Storglaciären și Isfallsglaciären) erau numiți Bassejiŋa:240–249. Din diferite motive, aceste nume s-au pierdut, iar pentru Kebnekaise a apărut o confuzie de nume, numele Kebnekaise fiind transferat celui mai înalt munte al Suediei. Nu se știe exact când a avut loc confuzia de nume, dar este posibil să se fi întâmplat la sondajul din perioada 1877–1880 care a stat la baza întocmirii hărții militare „8 Kebnekaisse” din 1889, unde apare denumirea actuală a muntelui:36.

## Geografie
Situat în municipalitatea Kiruna din comitatul Norrbotten, masivul Kebnekaise este delimitat de trei văi largi, Ladtjovagge, Tjäktjavagge și Vistasvagge, care imprimă masivului o formă triunghiulară. Masivul Kebnekaise include cele mai înalte două vârfuri din Suedia: cel nordic (Nordtoppen) și cel sudic (Sydtoppen). Un alt vârf secundar este Kebnepakte (Giebmebákti), situat la nord de Nordtoppen. Între Kebnepakte și Nordtoppen se desfășoară o creastă montană numită Halspasset. O altă creastă, mai lungă, numită Kebnetjåkka (Giebmečohkka) duce spre est de Sydtoppen. La sud de Sydtoppen se află alte două vârfuri mai mici, Vierramvare (Vierranvárri) și Tolpagorni (Duolbagorni). Între Tolpagorni și Kebnetjåkka curge pârâul Kittelbäcken (Giebmejohka).
În Europa nu există munți mai înalți la nord de Kebnekaise. În imediata apropiere a muntelui se găsesc patru ghețari de dimensiuni mari: Rabot spre nord-vest, Isfallsglaciären și Storglaciären spre est și Björling spre sud. Masivul Kebnekaise, în general, este caracterizat de cea mai mare densitate de ghețari din Suedia, peste 40 de ghețari fiind grupați într-o zonă relativ redusă ca suprafață. Majoritatea ghețarilor sunt ghețari de vale, ghețarul de pe vârful Sydtoppen fiind singurul ghețar de vârf din Suedia.
Permafrostul este larg răspândit în masivul Kebnekaise, după cum a demonstrat un foraj adânc de 100 de metri în roca de bază în valea Tarfala, la poalele muntelui Kebnekaise. Forajul executat în zona de deasupra stației de cercetare Tarfala, la o altitudine de 1.540 metri, a arătat o temperatură stabilă a rocii pe tot parcursul anului de −2,75 °C la o adâncime de 100 m, ceea ce, conform gradientului geotermal, indică o grosime a permafrostului de aproximativ 330 de metri. În consecință, grosimea stratului de permafrost în masivul Kebnekaise poate ajunge la câteva sute de metri:131–139.

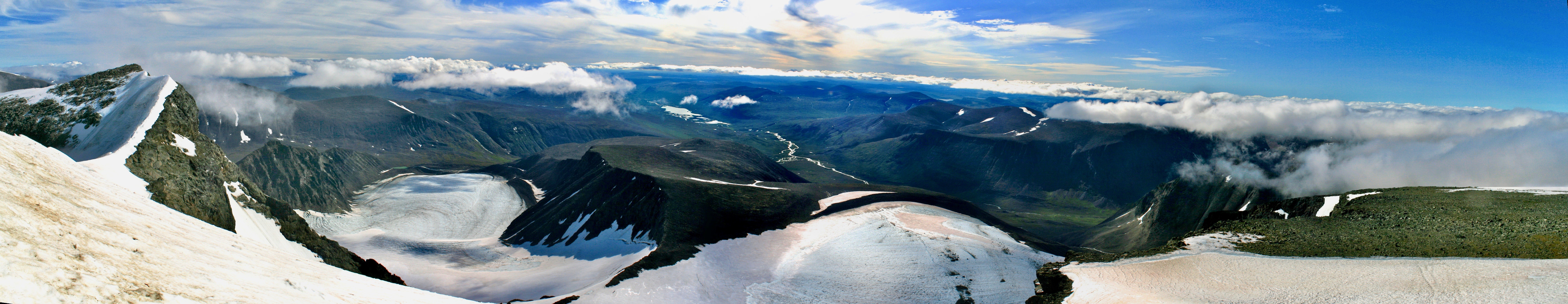

### Climă
Din cauza poziției geografice, clima masivului Kebnekaise este influențată de sistemele meteorologice de joasă presiune din Oceanul Atlantic și Marea Barents. Cu toate acestea, nu este neobișnuit să se înregistreze o presiune atmosferică ridicată, care să asigure vreme bună pentru perioade de o săptămână sau mai mult. Întrucât Kebnekaise este cea mai nordică zonă montană cu vârfuri de peste 2.000 de metri din Scandinavia și se găsește dincolo de Cercul polar, în timpul verii este lumină continuă timp de aproximativ 8 săptămâni și semi-întuneric timp de aproximativ 5 luni. În timpul iernii este întuneric timp de câteva săptămâni și semi-întuneric timp de câteva luni, cu excepția unei străluciri solare scurte în fiecare zi. În timpul iernii, dacă cerul este senin, se pot observa aurore boreale. Temperaturile din timpul verii pot urca la 25 °C în perioada zilei polare, dar în timpul iernii pot scădea până la −45 °C.

### Flora și fauna
Deoarece această zonă se află atât de departe în nord, condițiile sunt foarte dure. Linia copacilor este situată la o altitudine de doar aproximativ 700 de metri. Morenele conțin bolovani de dimensiuni mari, mai ales în văile de la altitudini mari. Zona are totuși o floră și o faună arctică bogate. În timpul iernii, cea mai mare parte a faunei fie migrează, fie hibernează sub zăpadă. Doar animalele foarte rezistente, precum glutonul (Gulo gulo) și vulpea polară (Alopex lagopus), sunt active în timpul iernii, vânând potârnichi de tundră (Lagopus mutus) și ocazional reni (Rangifer tarandus) care nu au reușit să migreze în pădurile de câmpie.
Încercările recente de a se crea un parc național în regiune au întâmpinat o opoziție puternică din partea populației locale, care nu a dorit interzicerea vânătorii, ceea ce conduce la reducerea populațiilor de elani (Alces alces), glutoni (Gulo gulo) și râși (Lynx lynx), care sunt vânați pentru carne sau pentru a proteja turmele de reni. Renii și tradiționala cultură asociată a păstoritului sunt încă foarte răspândite în Laponia, în zona masivului Kebnekaise existând diferite locații în care se găsesc centre de creștere a renilor pe timpul verii. Se păstrează și o cultură a pescuitului, în special în timpul verii, dar și iarna, după executarea unor găuri în gheață. Cea mai răspândită specie de pești din lacurile din jurul muntelui Kebnekaise este păstrăvul fântânel (Salvelinus alpinus). Fauna sălbatică este alcătuită din câteva specii de mamifere, rar întâlnite, urși, glutoni, râși și lupi, dar se găsesc și câteva specii de păsări, cel mai ușor de observat fiind cele răpitoare precum vulturii. Mai ales în zonele joase, în văi precum Vistasvagge, se găsesc diferite specii de țânțari. Pe munte se întâlnesc și reni, dar cei mai mulți nu sunt animale sălbatice ci domestice, aparținând localnicilor.

## Punctul de maximă altitudine din Suedia
În mare parte a secolului al XIX-lea, Sulitelma a fost considerat cel mai înalt munte al Suediei, după ce naturalistul Göran Wahlenberg a măsurat în 1807 înălțimea acestuia folosind un barometru și stabilind o altitudine de 1.880 m (valoare actuală: 1.907 metri). În 1879, cartograful Gustaf Wilhelm Bucht a urcat pe Stortoppen din masivul Sarektjåkkå, determinând că valoarea înălțimii acestuia este de 2.130 m (valoare actuală: 2.089 m), acesta preluând recordul de înălțime. Doi ani mai târziu, Bucht și echipa sa au măsurat Kebnekaise, a cărui înălțime fost estimată la o valoare de 2.135 m, abaterea de măsurare fiind totuși prea mare pentru a determina dacă era mai înalt decât Sarektjåkkå. Problema a fost rezolvată abia în 1902, când doi suedezi, astronomul și geodezul Per Gustaf Rosén și fiul său, geodezul și cartograful Karl David Petrus Rosén, au demonstrat că muntele Kebnekaise este cel mai înalt munte al Suediei. Ulterior, s-a stabilit că valoarea măsurată de Bucht a supraestimat înălțimea muntelui Kebnekaise cu doar aproximativ 20 de metri:5:18-27.
Măsurătorile recente arată că punctul de maximă altitudine din Suedia este vârful nordic stâncos al muntelui Kebnekaise, Nordtoppen, care are o altitudine de 2.096,8 metri, în timp ce măsurătorile radar efectuate pe vârful sudic, Sydtoppen, au indicat că înălțimea părții stâncoase a acestuia este de aproximativ 2.060 metri, cu 37 de metri mai puțin. În ultimii 20 de ani, fostul cel mai înalt punct al Suediei, Sydtoppen, a pierdut în medie un metru pe an în înălțime.
La sfârșitul secolului al XIX-lea și începutul secolului al XX-lea, după mica eră glaciară, ghețarii Suediei au avut o distribuție extinsă. Ambele vârfuri montane, Sydtoppen și Nordtoppen, au fost în această perioadă acoperite de un ghețar de vârf:18-27. În perioada 1927–1947, ghețarul Nordtoppen s-a topit, dar ghețarul Sydtoppen a fost mai stabil, grosimea sa de 50–60 de metri menținându-se de-a lungul secolului XX, ceea ce înseamnă că Sydtoppen atingea o înălțime de 2.110–2.120 de metri, mult mai mare decât cea a vârfului nordic, Nordtoppen:18-27. Totuși, în anii 2000, grosimea ghețarului de pe Sydtoppen s-a redus rapid, valoarea măsurată în 2023 fiind de 33 de metri. După anul 2018, valorile anuale măsurate la sfârșitul verilor au stabilit o înălțime mai mică pentru vârful sudic decât pentru vârful nordic.
Anual, la sfârșitul verii, Stațiunea științifică Tarfala desfășoară acțiuni de măsurare a înălțimii vârfului. Dacă ghețarul de pe Sydtoppen se va topi complet, va rămâne un vârf de munte stâncos și plat la o altitudine de aproximativ 2.060 de metri, ceea ce ar clasa Sydtoppen pe locul al patrulea ca înălțime, după Nordtoppen (2.097 m), Sarektjåkkå (Stortoppen, 2.089 m) și Kaskasatjåkka (2.076 m).

## Istoric

### Prima ascensiune

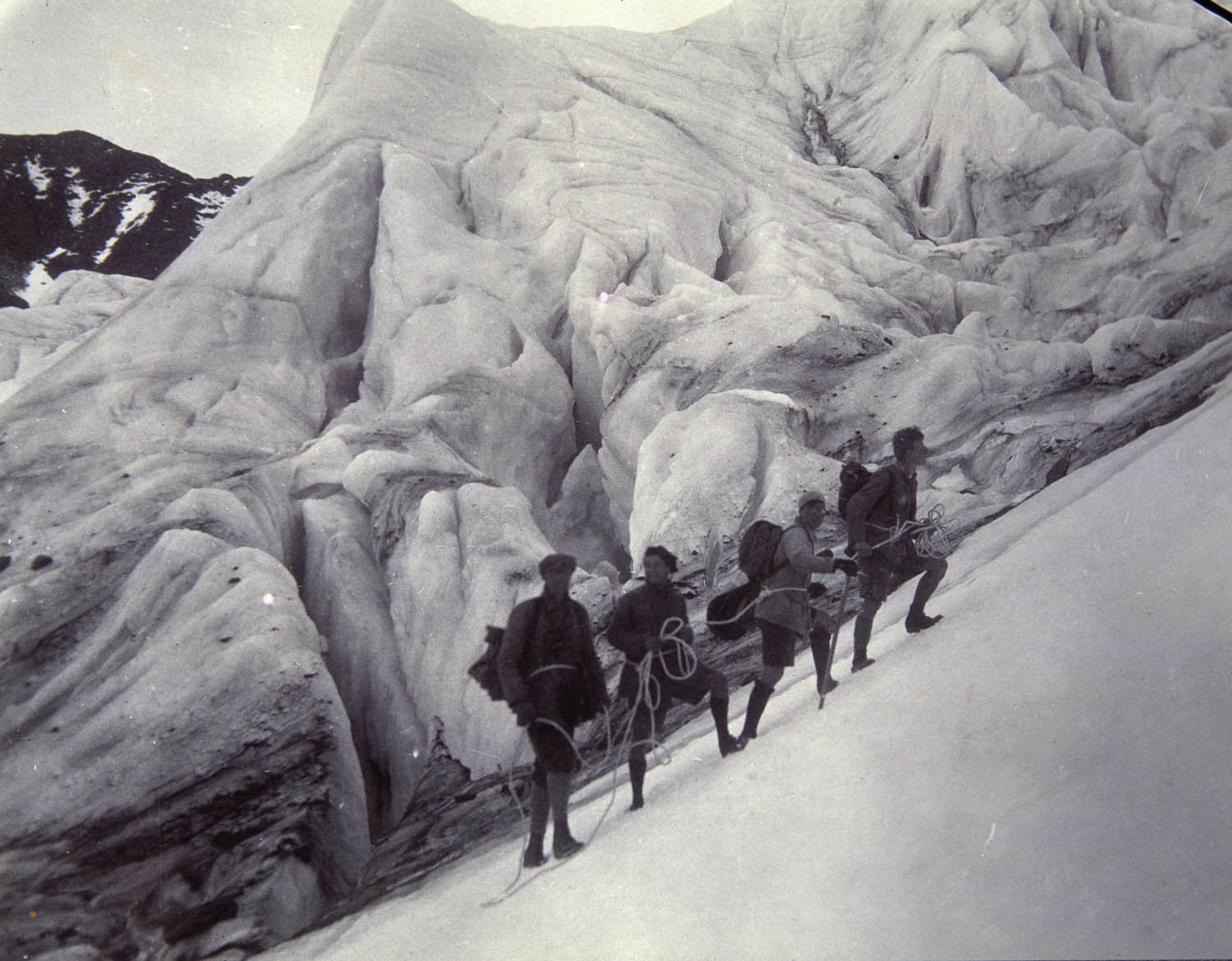
Ascensiune pe Kebnekaise, începutul sec. XX (Nordiska Museet - NMA.0034023)

Prima ascensiune pe vârful muntelui a fost reușită la 22 august 1883 de francezul Charles Rabot împreună cu Jon Larsson, sami și ghid montan, Hans Monsen și Peder Abrahamsson Lindgren. La mijlocul lui august 1883, expediția lui Rabot către Kebnekaise a pornit de la Elvegård din Norvegia, pe același drum pe care cartografii Norrbotten îl folosiseră cu trei ani mai devreme în timpul expediției lor în masivul montan. Drumul până la poalele muntelui a durat șase zile. Pe 22 august, la ora 19:00, expediția a atins vârful sudic al Kebnekaise. Rabot a calculat că înălțimea vârfului are o valoare de 2.130 de metri, afirmație incertă, deoarece nu este clar cum și unde a fost calibrat barometrul său. El a descris expediția din 1898 în cartea sa Au Cap Nord. Deși în Franța au apărut relatări despre ascensiunea muntelui Kebnekaise, în Suedia acest lucru nu a fost cunoscut înainte de publicarea cărții.

### Alte ascensiuni
În vara anului 1889, fără să fi aflat de ascensiunea reușită a lui Charles Rabot din 1883, suedezul Johan Alfred Björling, în vârstă de doar 17 ani, a condus o expediție la care au mai luat parte Axel Hultman și un alt însoțitor, pentru a deveni primul care a urcat pe Kebnekaise. Prima tentativă de a escalada muntele de-a lungul laturii de est a eșuat. Björling a căzut într-o crevasă, dar a reușit să se agațe în ultimul moment de un colț de stâncă și a supraviețuit. Ascensiunea a fost întreruptă când vizibilitatea a fost redusă din cauza plafonului coborât al norilor. A doua zi, la 9 iulie 1889, Björling și unul dintre însoțitorii săi au făcut o nouă încercare de a ajunge pe vârf. De data aceasta au ales un traseu mai spre vest, pentru a evita traversarea ghețarilor și au ajuns pe vârf după 13 ore de drumeție. În prezent, traseul vestic este numit și traseul Björling.
Prima ascensiune de iarnă a muntelui Kebnekaise a fost finalizată în 1908 de inginerul militar suedez Nils Pallin.

## Turism
Masivul Kebnekaise constituie o destinație foarte populară pentru drumeții vara sau pentru schi iarna. Cea mai populară rută care include zona Kebnekaise este o rută marcată, denumită Kungsleden, de peste 450 km, care pornește de la Hemavan și se întinde până la Abisko, trecând pe la poalele vestice ale muntelui Kebnekaise.

### Trasee montane

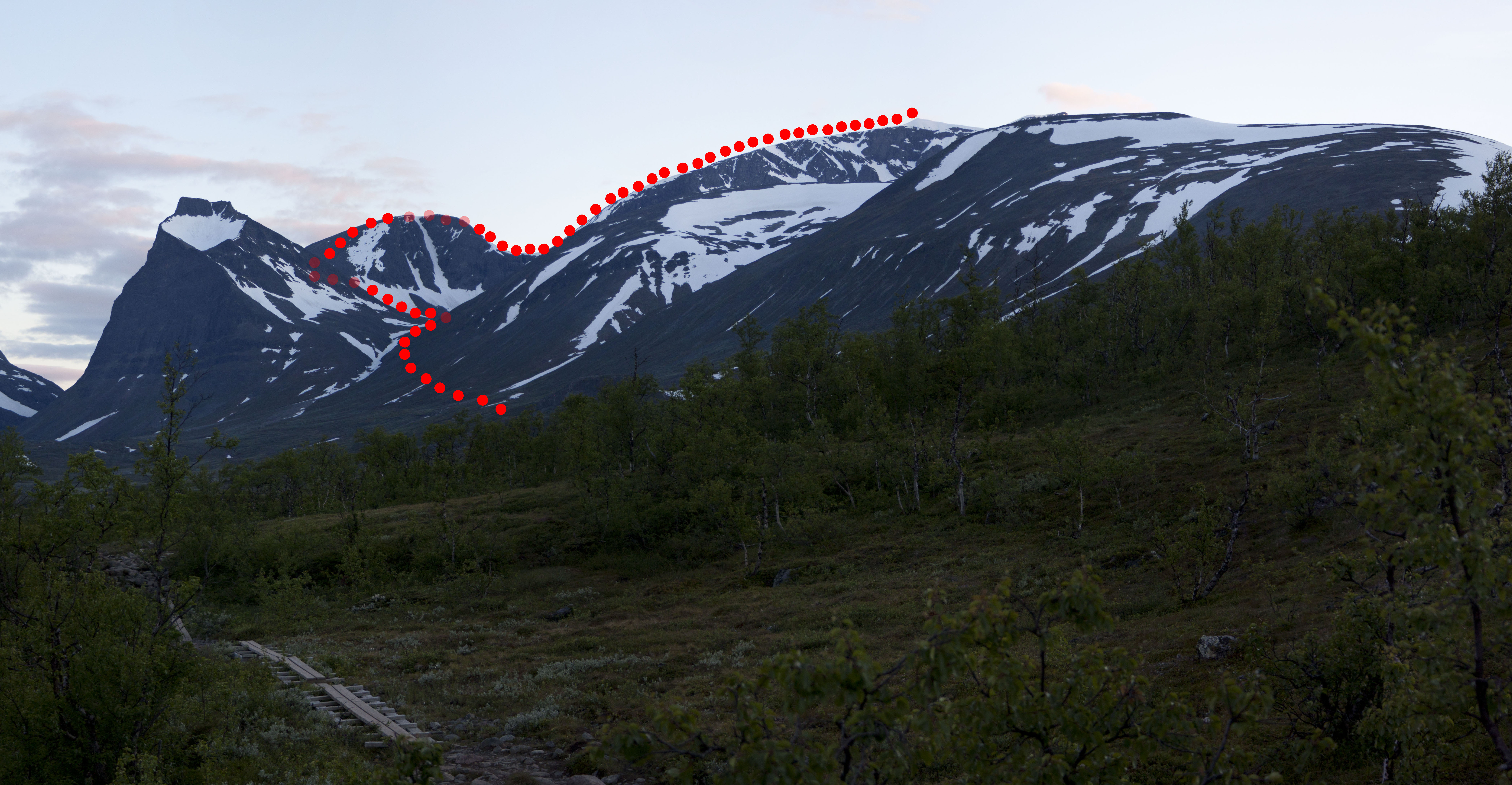
Traseul vestic (Västra leden)

- Traseul vestic (Västra leden), care poate fi parcurs fără ghid, este un traseu lung și solicitant din punct de vedere fizic, pe un teren abrupt și foarte stâncos. Lungimea traseului dus-întors este de aproximativ 18 kilometri, cu o diferență de nivel de 1.800 de metri. Durata este de obicei între 10 și 14 ore, în funcție de condiția fizică și de condițiile meteo de pe munte. Traseul este parțial marcat cu culoarea roșie, dar marcajul este în multe locuri atât de slab încât traseul ar trebui considerat nemarcat, în special în condiții de vizibilitate redusă. De asemenea, mari părți ale traseului străbat un teren alpin înalt, foarte expus la intemperii și vânt puternic, necesitând experiență și cunoștințe despre navigarea folosind harta și busola. Traseul vestic este cel urmat de Johan Alfred Björling și Axel Otto Hultman până pe vârful Kebnekaise la 9 iulie 1889, motiv pentru care este numit și traseul Björling[28].

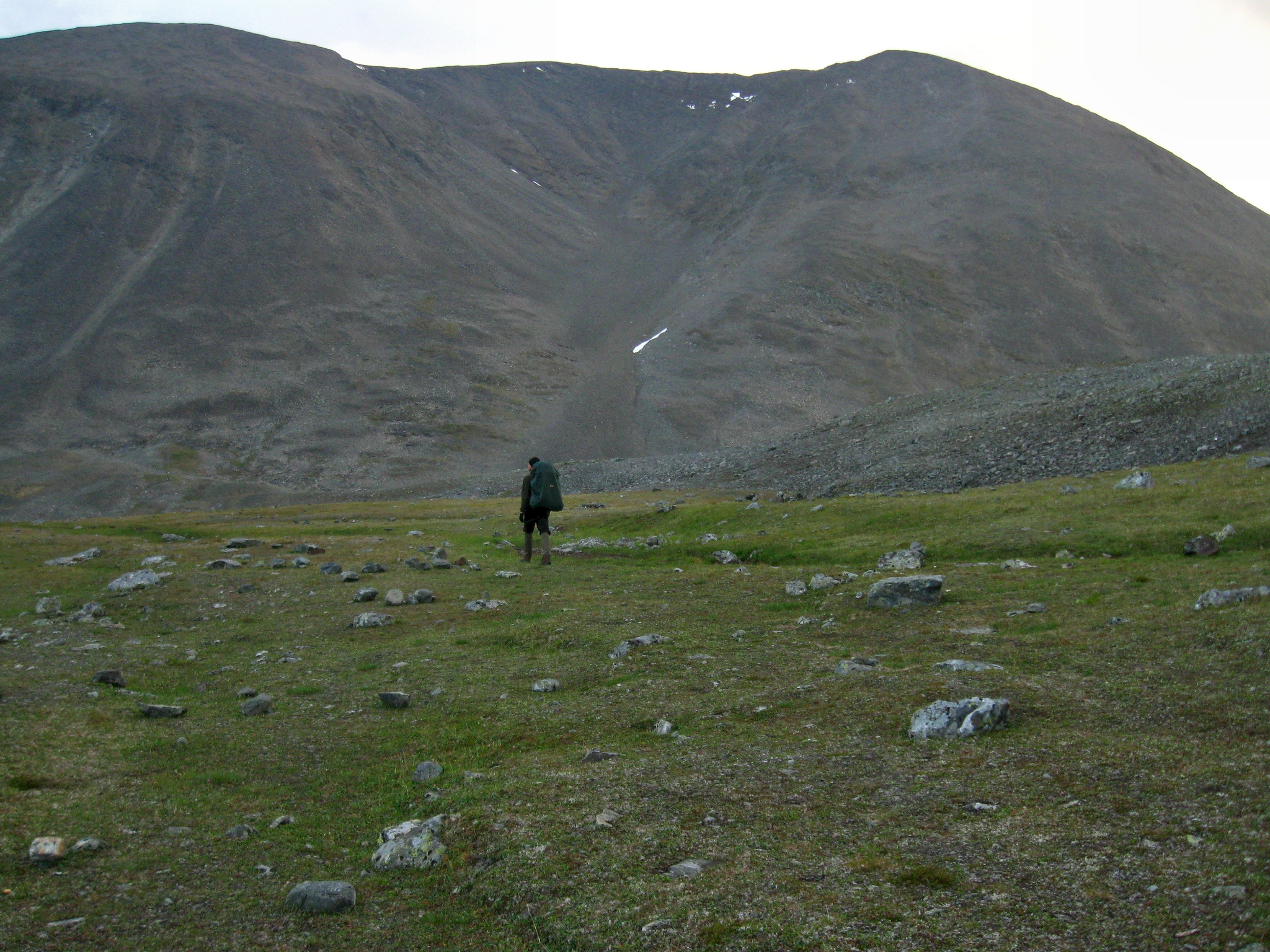
Traseul Durling (Durlings led)

- Traseul Durling (Durlings led) este o variantă a traseului vestic, care pornește de la cabana Singi (710 m) către nord, urmând văile Tjäktjavagge și Singivagge, apoi valea Singijokk și continuă spre vest de Singipakte până la valea Kaffedalen (1.520 m), unde întâlnește traseul vestic (Västra leden) dinspre complexul montan Kebnekaise spre vârful sudic al muntelui Kebnekaise. Ruta poartă numele fizioterapeutului suedez din Marea Britanie G. Durling care, la 8 august 1895, a condus cea de-a treia expediție de escaladare a vârfului sudic al Kebnekaise[29],

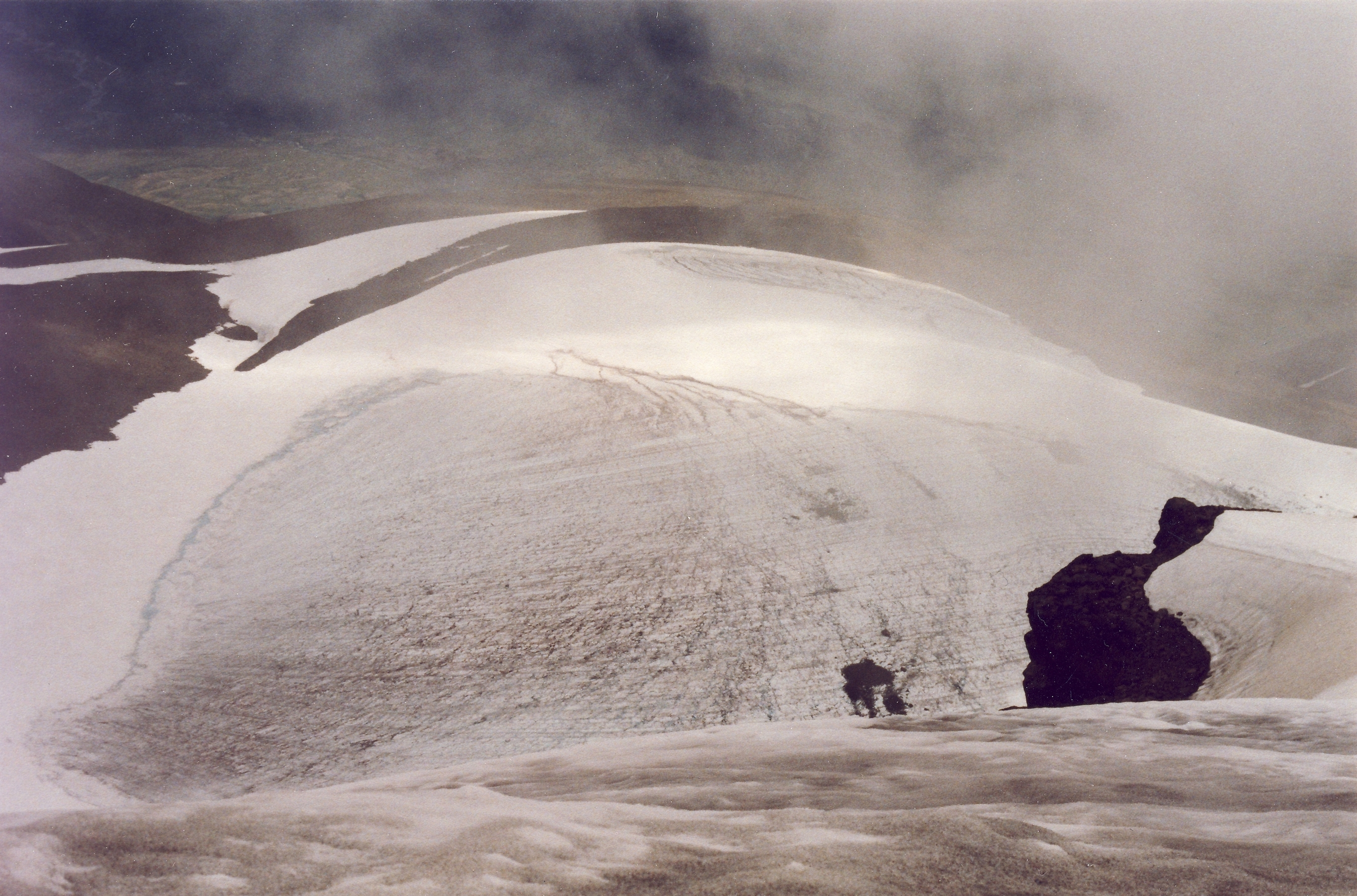
Ghețarul Björling pe traseul estic (Östra leden)

- Traseul estic (Östra leden) este mai scurt, 15-16 km dus-întors, iar durata estimată este de 8-10 ore. În schimb, conține secțiuni mai dificile, cum ar fi traversarea ghețarului Björling și parcurgerea unei secțiuni via ferrata[g] deasupra ghețarului Björling, folosind un cablu de oțel fixat pe peretele de stâncă. Iarna, cablul de oțel este înlocuit cu o coardă de alpinism. Străbaterea mediului alpin implică riscuri de cădere a zăpezii, gheții sau pietrelor, putând afecta siguranța persoanelor, integritatea cablului sau a echipamentelor și dispozitivelor de siguranță. Parcurgerea ghețarului și escalada necesită cunoștințe, abilități și echipamente specifice. Traseul este complet nemarcat și se recomandă închirierea unui ghid[30]. Se pare că traseul estic a fost urmat pentru prima dată de islandezul Thordus S. Gudjohnsen în vara anului 1919 și de aceea este numit și traseul Gudjohnsen[31].

### Cabane montane
- Complexul montan Kebnekaise (Kebnekaise Fjallstation, altitudine: 773 m) este format dintr-o clădire principală și cinci anexe, cu o capacitate totală de 200 de locuri în camere cu 2 și 4 paturi sau în dormitoare comune,

- Cabana Abiskojaure (Abiskojaure Fjällstuga, altitudine: 490 m) se află în Parcul Național Abisko, pe malul lacului Abiskojaure și are o capacitate de 75 de locuri în 6 camere,

- Cabana Alesjaure (Alesjaure Fjällstuga, altitudine: 780 m) are o capacitate de până la 100 de locuri în dormitoare comune și se găsește în apropierea unei tabere de vară sami (siida) pentru creșterea renilor,

- Cabana Tjäktja (Tjäktja Fjällstuga, altitudine: 1.010 m) are o capacitate de 25 de locuri și se găsește pe un versant golaș, în apropierea trecătorii Tjäktja,

- Cabana Sälka (Sälka Fjällstuga, altitudine: 865 m) are o capacitate de 75 de locuri și este situată la intersecția dintre două văi, Tjäktjavagge și Stuor Räitavagge, în masivul Kebnekaise,

- Cabana Singi (Singi Fjallstation, altitudine: 710 m) are o capacitate de până la 50 de locuri și este situată la intersecția dintre două văi, Ladtjovagge și Tjäktjavagge, în masivul Kebnekaise,

- Cabana Unna Allakas (Unna Allakas Fjällstuga, altitudine: 700 m) are o capacitate de 25 de locuri și se află la doar 2 kilometri de granița cu Norvegia și la patru kilometri sud de vechea zonă minieră Sjangeli,

- Cabana Nallo (Fjällstuga Nallo, altitudine: 920 m) are o capacitate de 25 de locuri și se află în centrul unei văi largi numite Stuor Räitavagge,

- Cabana Vistas (Fjällstuga Vistas, altitudine: 585 m) are o capacitate de 50 de locuri și se găsește pe malul lacului Vistasjåkka, pe locul primului refugiu turistic din zona Kebnekaise, denumit Vistaskåtan,

- Cabana Pältsa (Pältsa Fjällstuga, altitudine: 590 m) are o capacitate de 25 de locuri și este cea mai nordic refugiu montan din Suedia, chiar lângă granița cu Norvegia,

- Cabana Kårsavagge (Kårsavagge Fjällstuga, altitudine: 700 m) are o capacitate de până la 10 locuri și se găsește în valea Kårsa („prăpastie” în suedeză),

- Cabana Tarfala (Tarfala Fjällstuga, altitudine: 1.170 m) are o capacitate de până la 25 locuri și se găsește în valea Tarfalavagge din masivul Kebnekaise, pe malul lacului Tarfalajaure.

Cabane în zona masivului Kebnekaise
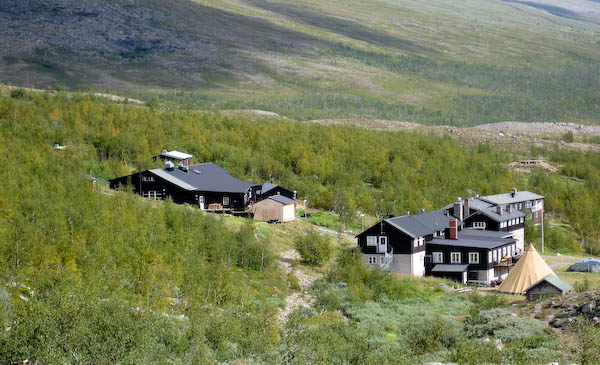
Complexul montan Kebnekaise (Kebnekaise Fjällstation)
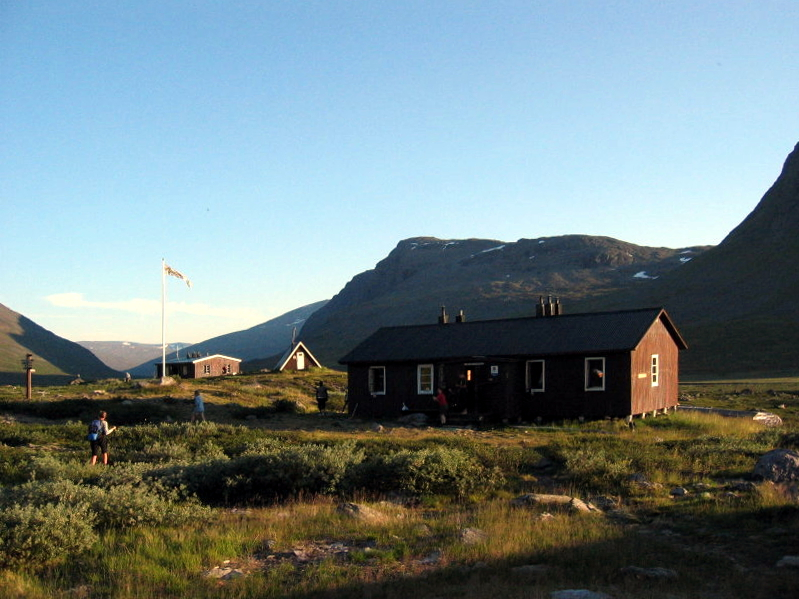
Cabana Singi (Singi Fjallstation)
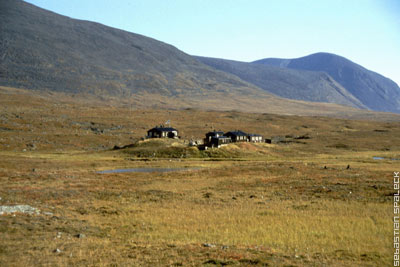
Cabana Sälka (Sälka Fjällstuga)
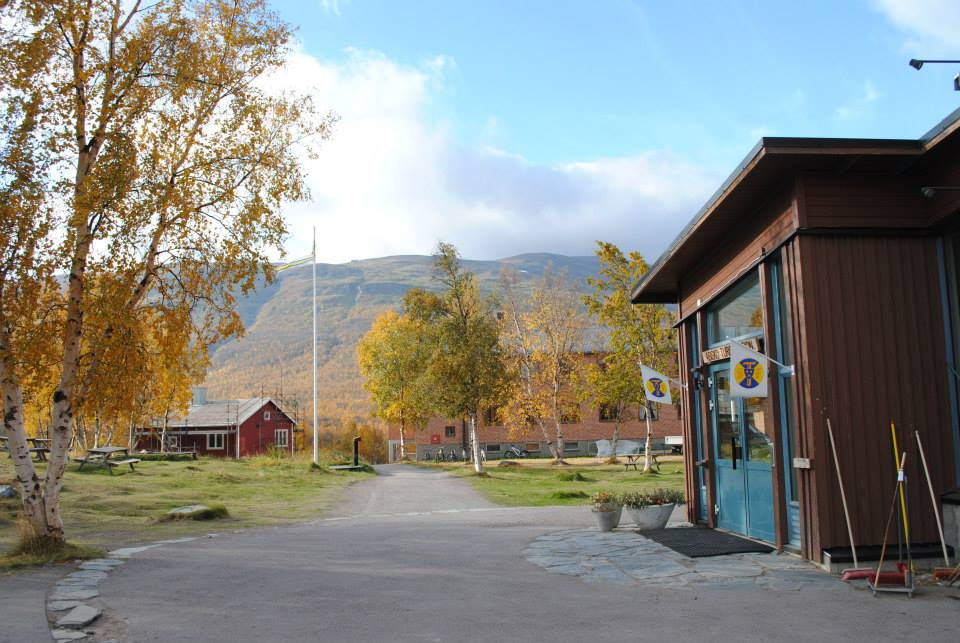
Cabana Abiskojaure (Abiskojaure Fjällstuga)
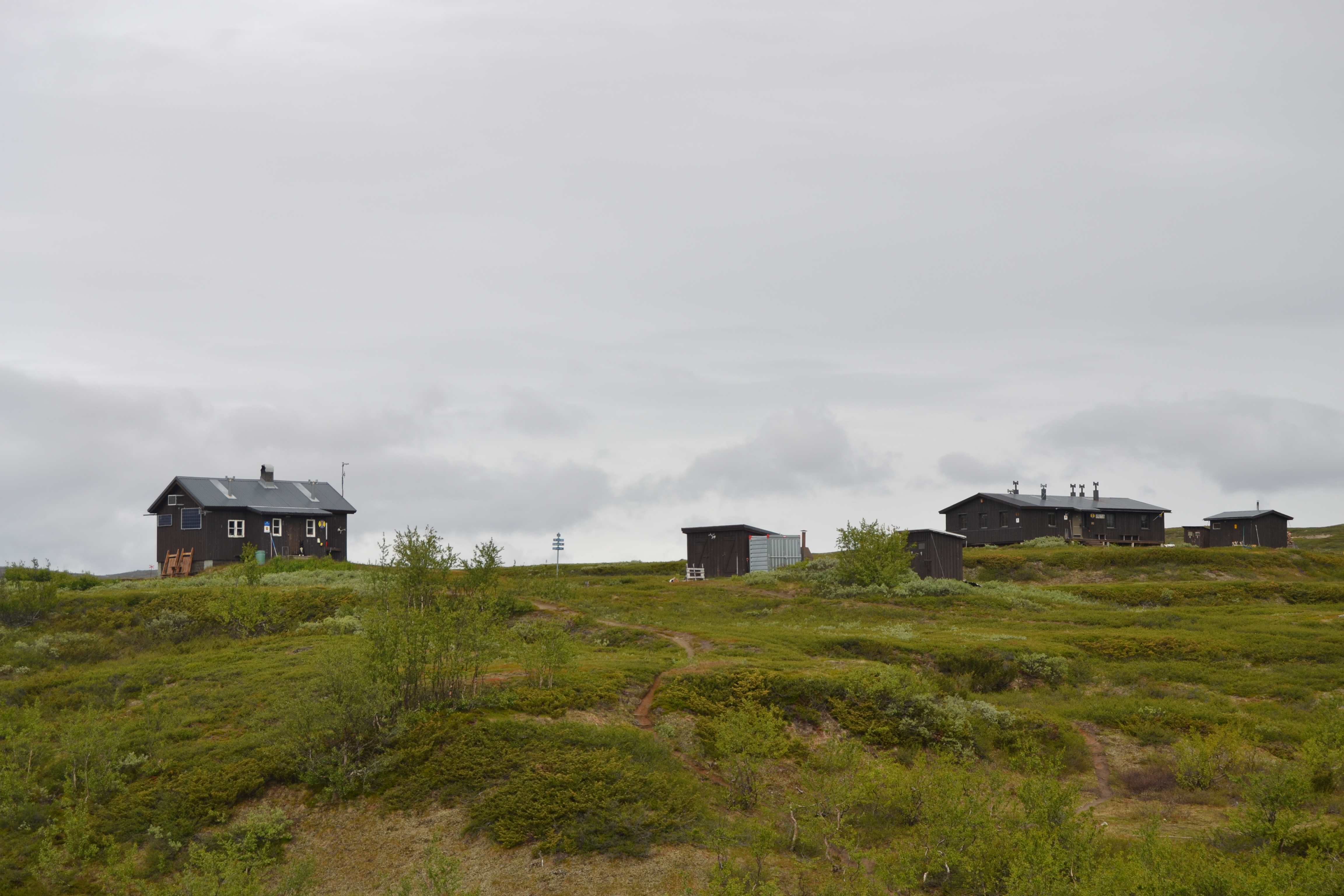
Cabana Pältsa
(Pältsa Fjällstuga)

## Stațiunea de cercetare Tarfala

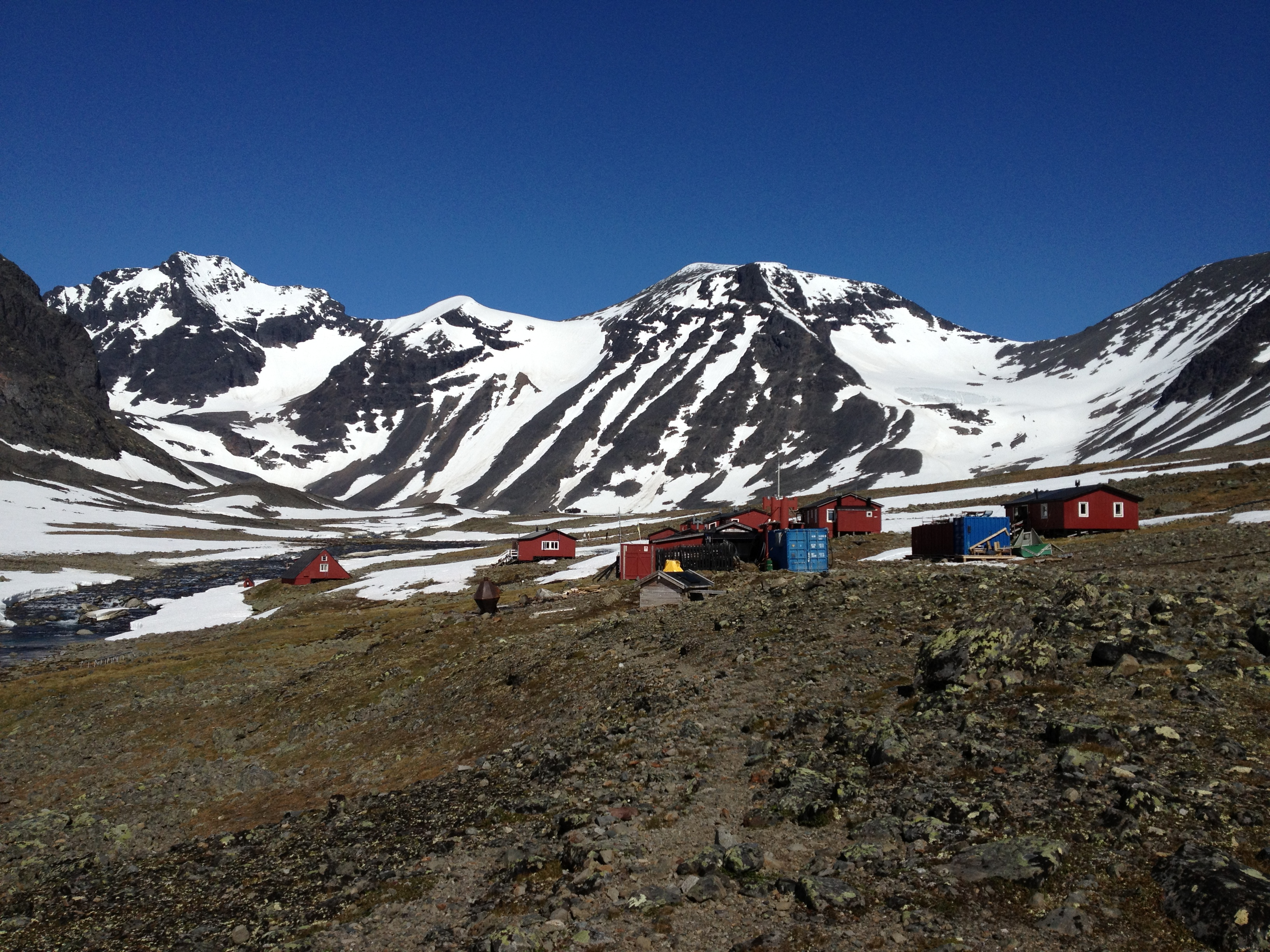
Stațiunea de cercetare Tarfala

Stațiunea de cercetare Tarfala (în suedeză Tarfala forskningstation) este o stațiune de teren a Universității din Stockholm, situată în valea Tarfala, la poalele muntelui Kebnekaise, în nordul Suediei, la o altitudine de 1.135 m. Este specializată în cercetări glaciare, periglaciare și climatologice. 
Imediat după al Doilea Război Mondial, la Storglaciären („Marele ghețar”) din masivul Kebnekaise, a fost inițiat primul program de analiză a masei ghețarului. Acest program glaciologic a fost continuat până în prezent și constituie astfel cel mai lung studiu continuu de acest tip din lume. Programul de bilanț masic al ghețarului Storglaciären reprezintă una dintre cele mai importante înregistrări glaciologice la nivel global și furnizează date importante pentru problemele legate de schimbările climatice în regiunile montane subarctice.
În 1976, au demarat primele studii sistematice asupra permafrostului montan din Scandinavia, stațiunea Tarfala fiind principala bază de cercetare. După câțiva ani de măsurători pe teren s-a demonstrat că stațiunea de cercetare Tarfala este situată într-o zonă de permafrost discontinuu larg răspândit, studiile de teren permițând schițarea unei imagini viabile a distribuției permafrostului în regiunea Kebnekaise. Rezultatele detaliate au fost publicate începând cu anul 1982.
În prezent, stațiunea de cercetare Tarfala este o bază de cercetare recunoscută pentru studiile asupra ghețarilor, climei montane, geomorfologiei periglaciare și vegetației alpine.

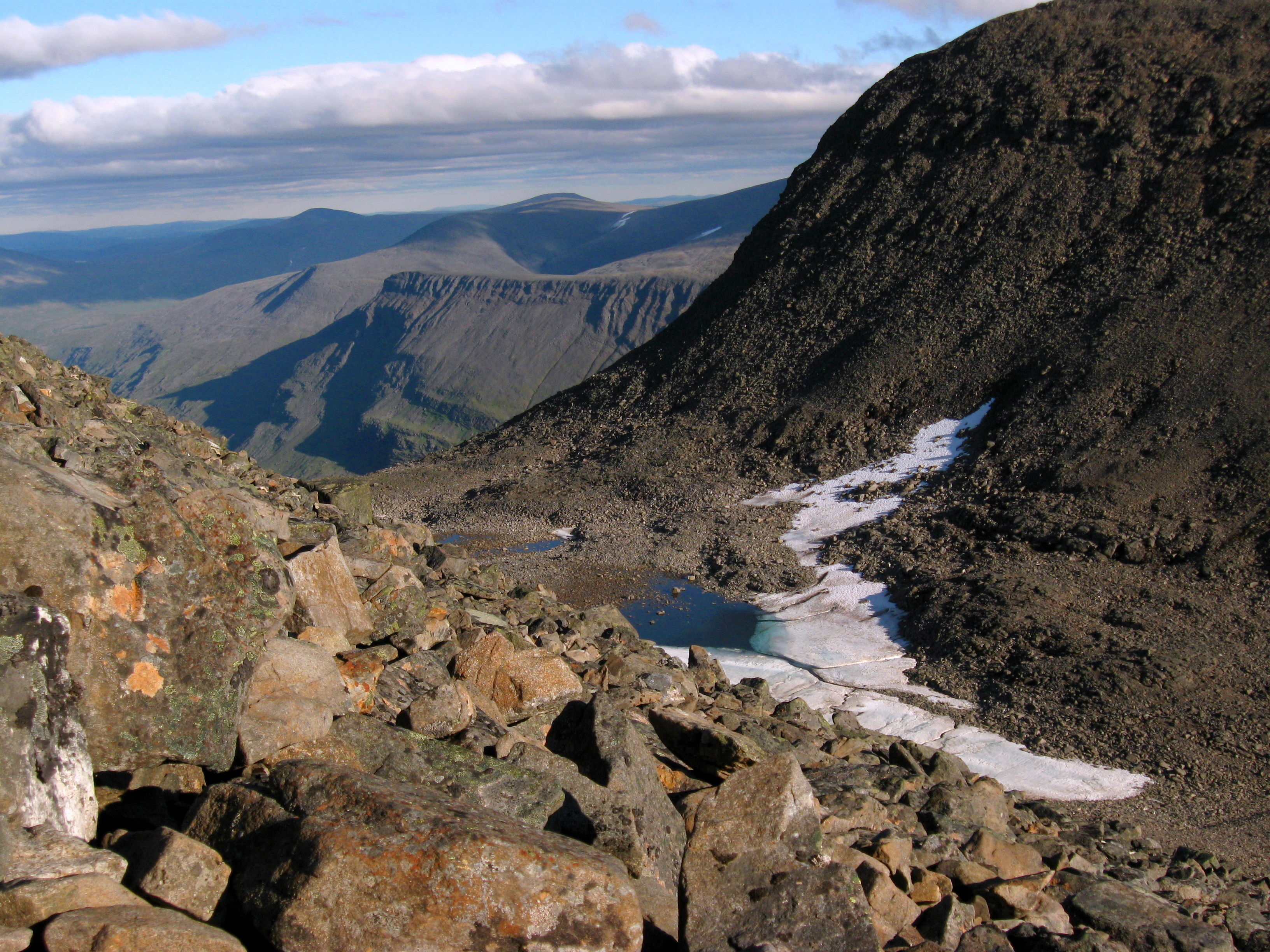
Partea estică a văii Kaffedalen, sub vârful Kebnekaise
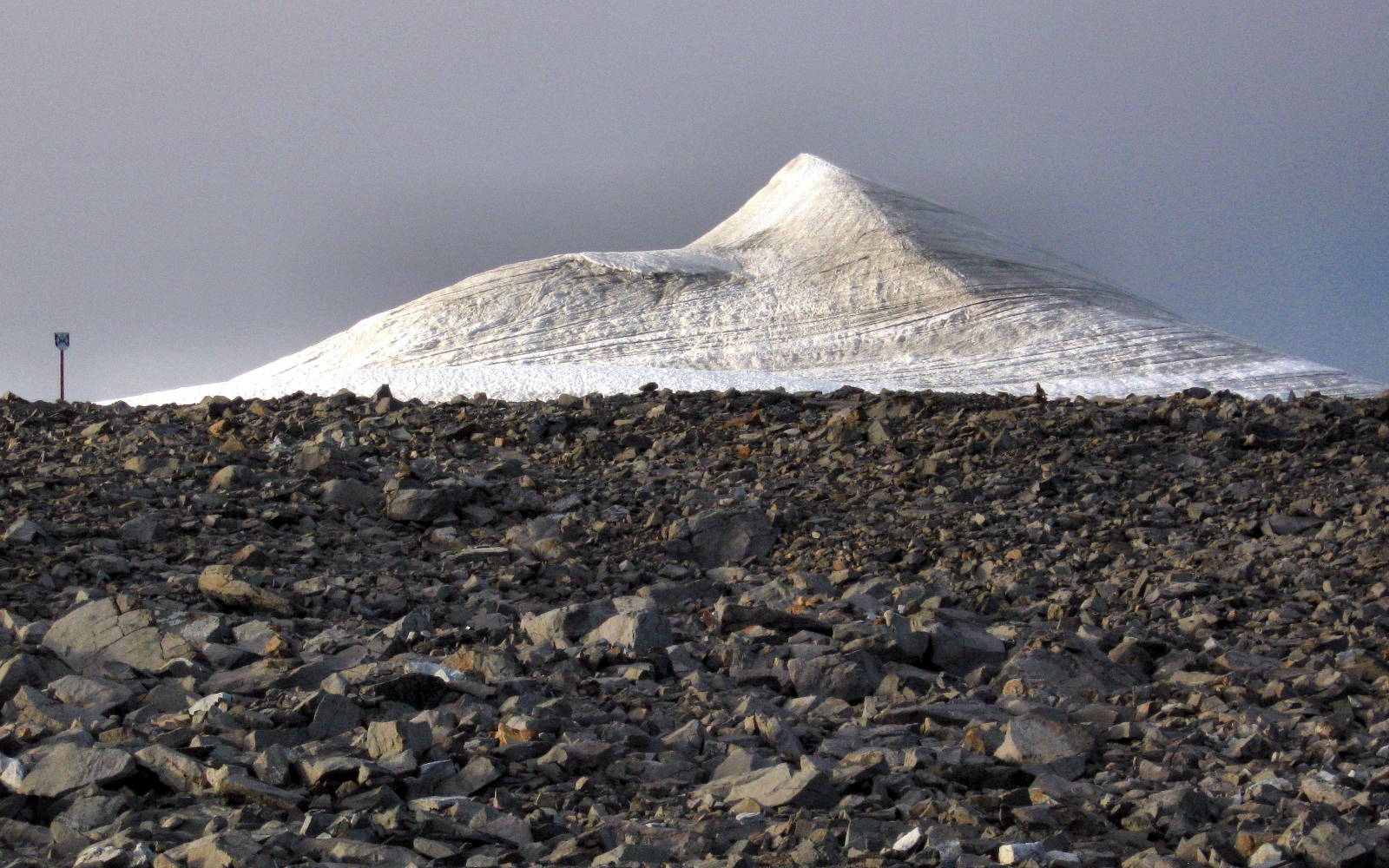
Ghețarul de vârf[d] de pe Sydtoppen
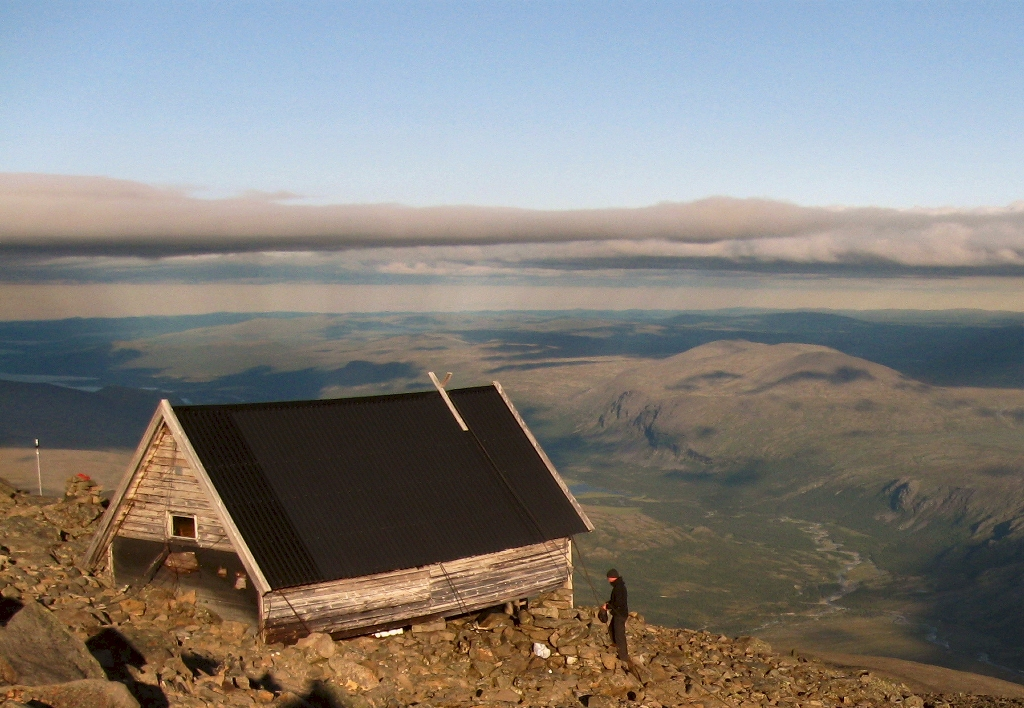
Vechiul refugiu montan de pe Kebnekaise, construit în 1924
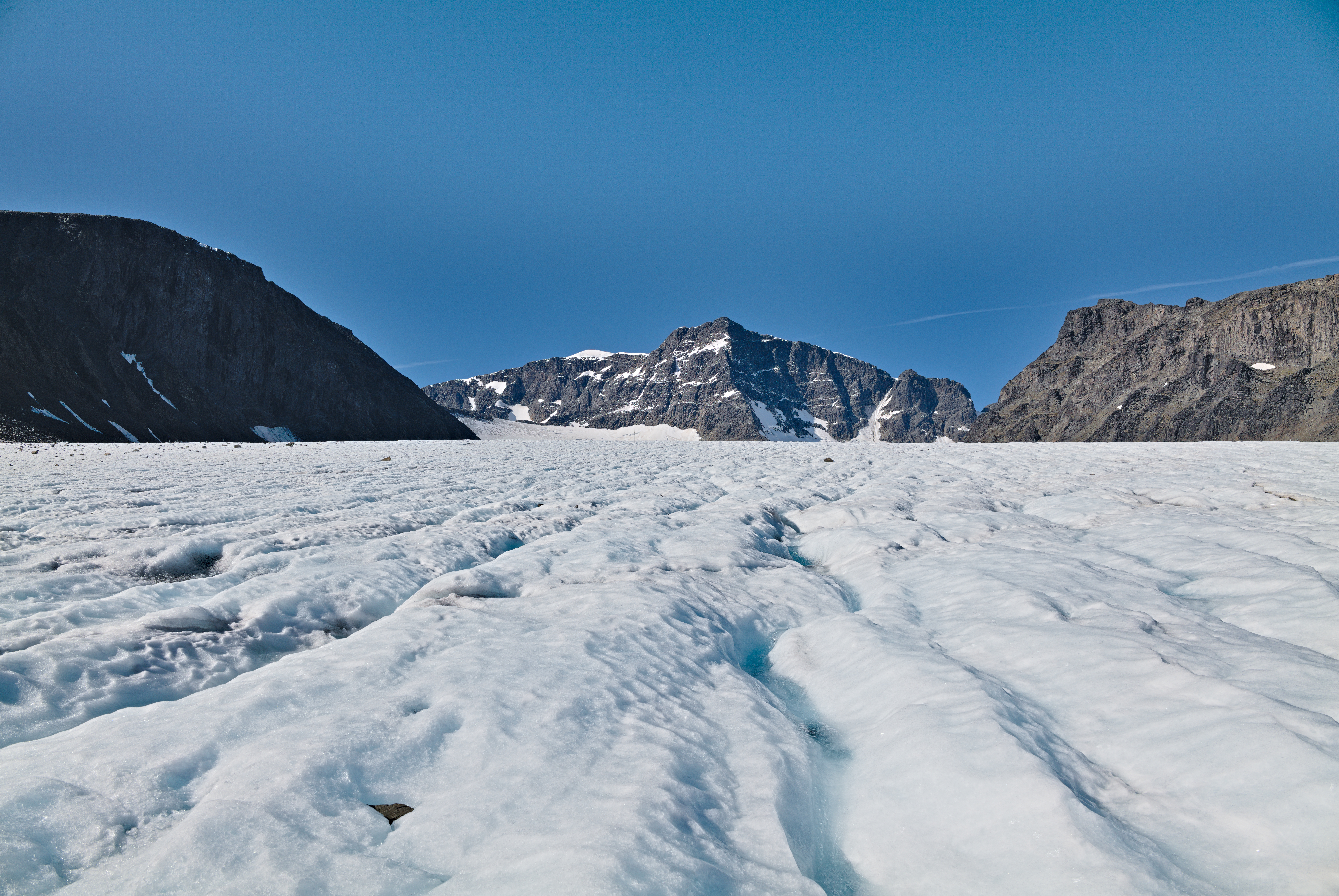
Storglaciären („Marele ghețar”) și cele două vârfuri Kebnekaise
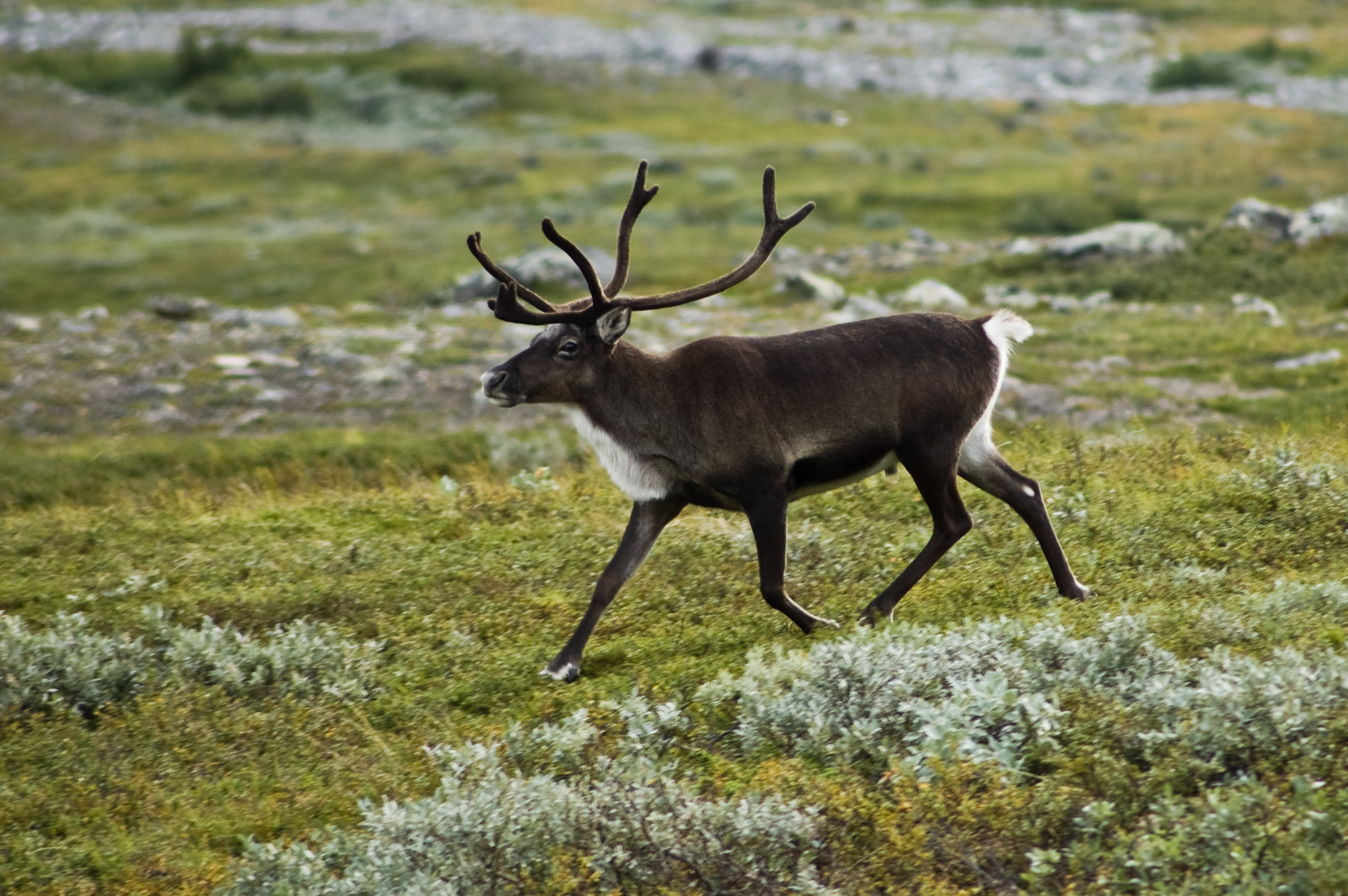
Ren (Rangifer tarandus), valea Kebnekaise, Laponia